# Manel Vila i Motlló

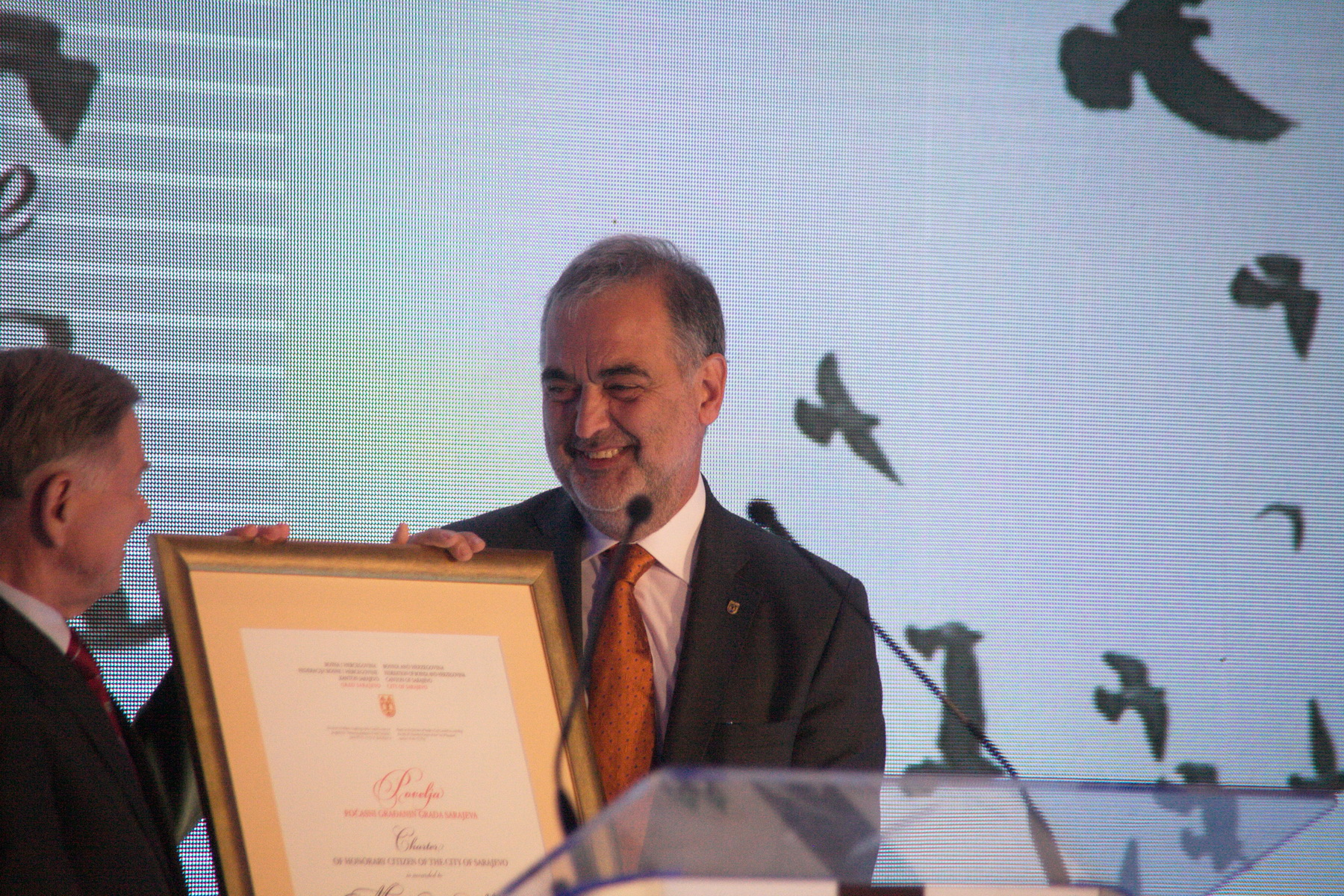
Rebent el nomenament de «Ciutadà d'Honor» de Sarajevo de mans de l'alcalde Ivo Komsic, el 6 d'abril de 2015

Manel Vila i Motlló (Barcelona, 4 de febrer de 1956), és un expert en cooperació internacional, conegut per la seva estreta vinculació amb la ciutat de Sarajevo durant la guerra de Bòsnia. El 6 d'abril de 2015, dins les celebracions de la diada nacional de Sarajevo, va rebre la distinció com a «ciutadà d'honor» de la ciutat.
Des de gener de 2016 és el Director General de Cooperació al Desenvolupament del Govern de la Generalitat de Catalunya, dins la conselleria de Raül Romeva.

## Biografia
Manel Vila va començar la seva trajectòria professional a l'Ajuntament de Barcelona l'any 1981 dins la regidoria d'Esports amb un programa de treballs socials substitutoris per als objectors de consciència al servei militar obligatori. Posteriorment va ser el responsable del servei de Joventut i gerent del Districte de Nou Barris.
Després de la seva activitat al front de l'ajuda a Sarajevo entre 1992 i 1996, va ser director del Serveis Educatius i, a partir de 2007, el director de l'àrea de Solidaritat Internacional de l'Ajuntament de Barcelona.
L'any 2016 es va incorporar al govern Puigdemont dins la conselleria de Raül Romeva com a Director General de Cooperació al Desenvolupament.

## Relació amb Sarajevo
A començaments de 1992, l'alcalde de Barcelona Pasqual Maragall va establir llaços de solidaritat i cooperació amb la ciutat de Sarajevo que estava patint un setge que, finalment, esdevindria el més llarg de la història moderna. La reacció de l'Ajuntament de Barcelona ràpidament va comptar amb la complicitat de bona part de la població així com d'altres municipis. Barcelona estava a punt d'inaugurar els Jocs Olímpics d'Estiu de 1992 i la ciutat de Sarajevo havia estat olímpica el 1984.
Maragall va encarregar a Manel Vila, en aquell moment gerent del districte de Nou Barris, la coordinació de l'ajuda humanitària a Sarajevo. Per a poder realitzar tota l'operació minimitzant els problemes burocràtics derivats de la complexitat i durada de l'ajuda, es va crear el Districte 11-Sarajevo dins l'estructura municipal, al front del qual va estar Manel Vila. La campanya de solidaritat encapçalada des del Districte-11, va aconseguir una alta implicació de la ciutadania amb manifestacions multitudinàries i amb aportacions continuades que varen aconseguir diversos combois amb ajuda humanitària durant el setge, de forma continuada. En total a Bòsnia es varen enviar més de 1.000 tones d'ajuda humanitari entre 1992 i 1996.
A partir dels acords de pau de Dayton l'any 1995, va començar les tasques d'ajuda a la reconstrucció canalitzades a través del Districte 11-Sarajevo. L'impuls i la il·lusió de Vila al front d'aquesta àrea de la ciutat de Barcelona va aconseguir la implicació de nombroses empreses i institucions per restablir els serveis bàsics amb la major celeritat.

### Més enllà de la guerra
El compromís personal de Manel Vila amb la ciutat de Sarajevo va continuar un cop acabat el suport institucional a Bòsnia.
Ha continuat viatjant i mantenint llaços amb molts ciutadans que va conèixer durant les seves estades durant el setge. Entre ells, un destacat grup de bosnians que de nens van viure com a refugiats a Catalunya i que ara donen suport i mantenen un clima de relació entre ambdues comunitats gràcies al seu coneixement de la llengua i la cultura catalana.
Una altra relació destacada d'aquella època és la que manté amb Jovan Divjak, el general que va abandonar l'exèrcit serbi per a organitzar la defensa de Sarajevo durant el setge de 1.395 dies. Jovan Divjak va fundar després de la guerra l'organització Obrazovanje Gradi BIH (L'Eduació construeix Bòsnia i Hercegovina, OGBH), que ajuda a l'educació dels nens que van quedar orfes durant la guerra. Ha rebut moltíssims reconeixement internacionals, entre ells el premi "Constructors de la Pau", atorgat per l'Institut Català Internacional per la Pau i lliurat al Parlament de Catalunya el 17 de març de 2014, un acte on Manel Vila va glossar el personatge.